# Fukuroi, Shizuoka
Fukuroi (袋井市 Fukuroi-shi) là thành phố thuộc tỉnh Shizuoka, Nhật Bản. Tính đến ngày 1 tháng 10 năm 2020, dân số ước tính thành phố là 87.864 người và mật độ dân số là 810 người/km2. Tổng diện tích thành phố là 108,3 km2.

## Địa lý

### Đô thị lân cận
- Shizuoka
  - Iwata
  - Kakegawa
  - Mori

## Giao thông

### Đường sắt
JR Central - Tuyến Tōkaidō chính
- Fukuroi - Aino

### Cao tốc/Xa lộ
- Cao tốc Tōmei
- Quốc lộ 1
- Quốc lộ 150